# Rue du Clou-dans-le-Fer
La rue Clou-dans-le-Fer est une voie de la commune de Reims, située dans le département de la Marne, en région Grand Est.

## Situation et accès
Débutant rue du cadran Saint-Pierre, elle aboutit sur la place Myron.
La voie est à sens unique.

## Origine du nom
Dans un manuscrit de 1328 le nom de la rue renvoie aux crochets utilisés pour combattre l'incendie.

Sur un plan de 1665, le Clos-d'Enfer renvoie aux bruits et aux forges des artisans du quartier.

## Historique
Cette voie qui a porté plusieurs noms comme « rue du Croc-d'Enfer » (1322 et 1535), « rue de Croix-de-Fer » (1483), « rue Crau-de-Fer » (1578), « rue Crocq-de-Fer » (1609) mais aussi « rue Trou d'Enfer », « rue Clos d'Enfer » ou « rue Clou-d'Enfer ».
Elle arrivait anciennement à la porte aux Ferrons lorsque celle-ci existait encore, c'est l'une des très vieilles rues de Reims. Elle était le lieu où travaillaient les artisans du fer : les ferrons.

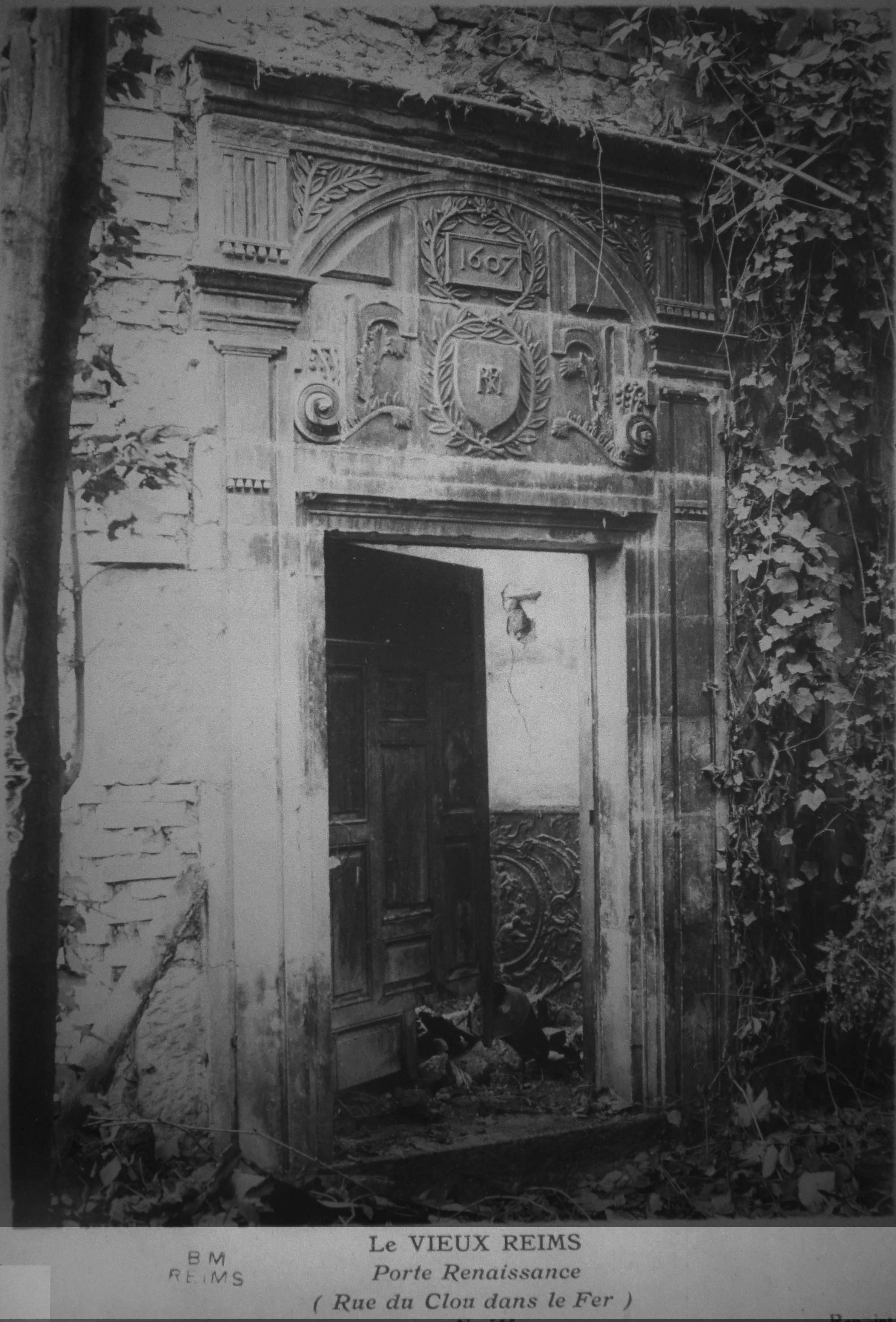
Porte XVIe siècle
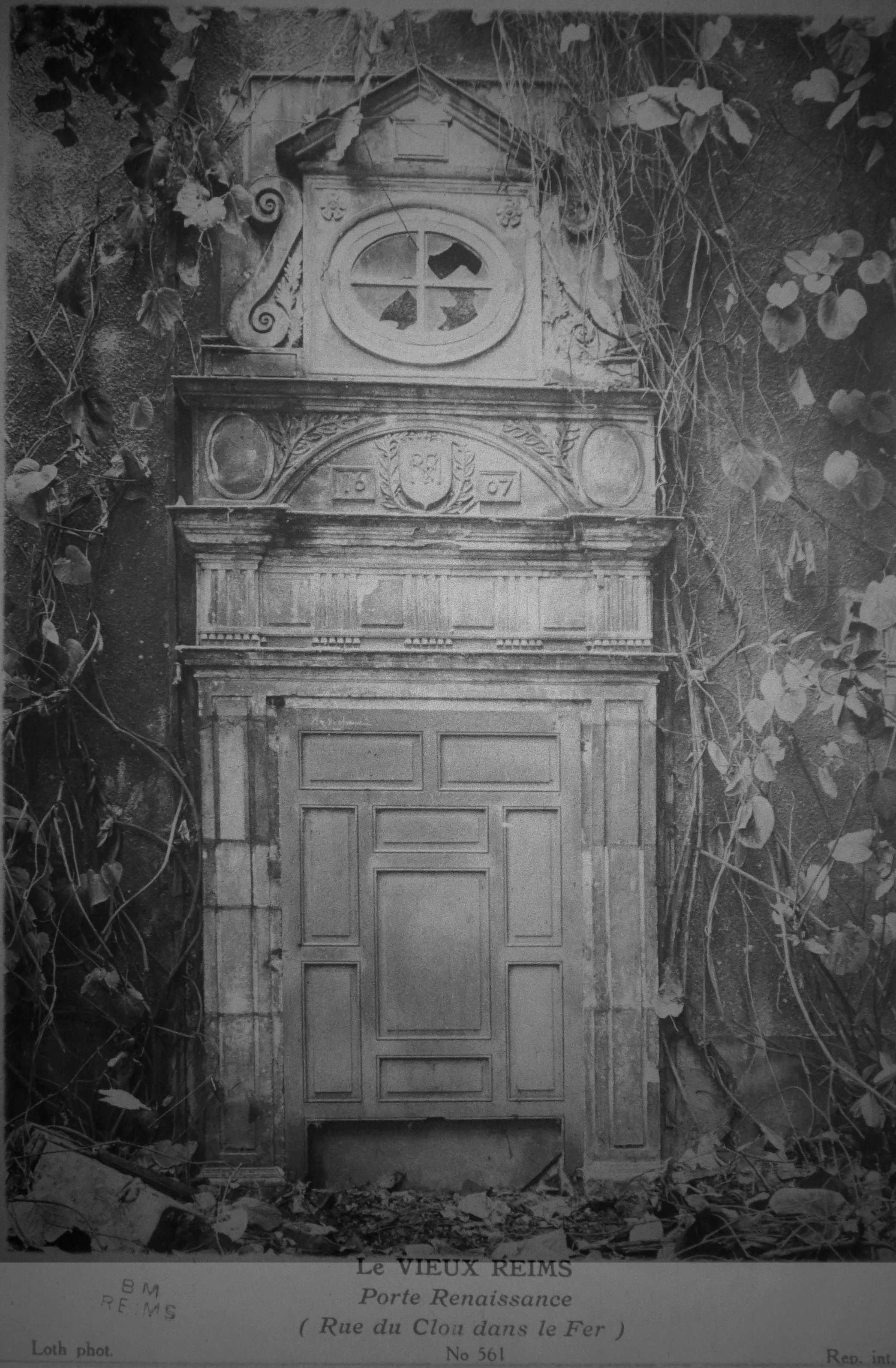
ayant disparu.
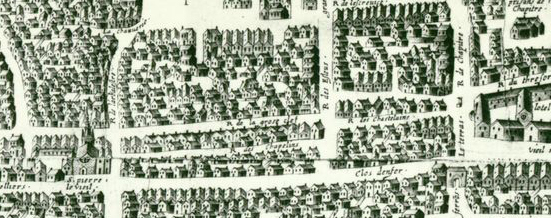
Clos d'enfer sur une carte de 1618.
Lieu d'expression artistique, ici Levalet entre autres.

## Bâtiments remarquables et lieux de mémoire
- no 1 Paul Fort y passa son enfance[1].